# 鎌田要人
鎌田 要人（かまだ かなめ、1921年（大正10年）10月2日 - 2005年（平成17年）12月3日）は、日本の官僚、政治家。消防庁長官、自治事務次官、鹿児島県知事、参議院議員を歴任。

## 来歴・人物
鹿児島県日置郡田布施村大字尾下(のちの金峰町、現南さつま市)出身。鹿児島二中（現甲南高校）、七高造士館を経て東京帝国大学法学部政治学科卒業後の1943年（昭和18年）、内務省入省。朝鮮総督府への出向、静岡県副知事、税務局長、財政局長、消防庁長官などを経て、1973年（昭和48年）に自治事務次官となる。退官後の1977年（昭和52年）に鹿児島県知事選に立候補し初当選。1989年（平成元年）まで3期12年務めた。在任中は、「官僚出身」を感じさせないざっくばらんな人柄で県民に親しまれた。また、鹿児島放送の開局にも尽力した。
退任後の1989年（平成元年）、参議院議員選挙に鹿児島選挙区から自民党公認で出馬し初当選。2001年（平成13年）まで2期12年務めた。
1999年（平成11年）、勲一等瑞宝章受章。
2005年（平成17年）12月3日、心不全のため都内の病院で死去。享年85（84歳没）。叙従三位。